# 산개 성단

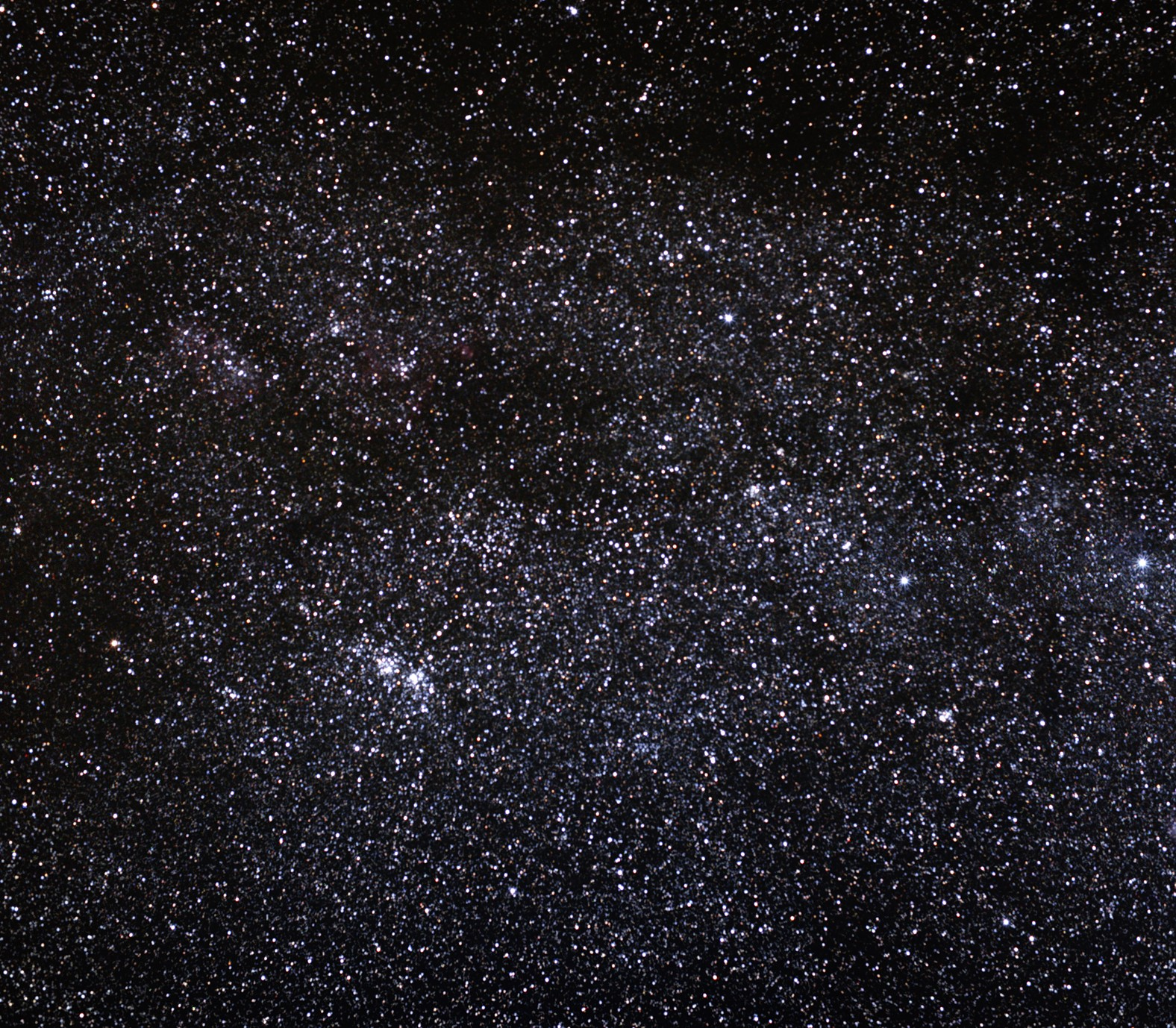
쌍둥이 성단

산개 성단(散開 星團, 영어: open cluster 오픈 클러스터[*], 문화어: 널린별떼)은 같은 분자구름에서 태어났으며 나이가 거의 같은 수 천개의 항성이 모인 집단이다. 우리 은하에만 1,100개가 넘는 산개 성단이 발견되었으며 그보다 훨씬 많은 산개 성단이 있을 것으로 추측된다. 성단의 별들은 서로 중력적으로 느슨하게 묶여 있으며 은하 중심을 돌면서 다른 성단이나 가스 구름과 만나면 해당 천체의 중력 때문에 종전의 궤도가 망가지거나 성단에 있던 일부 항성이 이탈하기도 한다. 산개 성단이 형태를 유지하는 기간은 보통 몇억 년 정도이다. 대조적으로, 구상 성단은 훨씬 강하게 중력적으로 묶여 있어 수십억 년은 유지된다. 산개 성단은 나선은하와 불규칙 은하에서만 발견되는데, 둘 다 활발하게 항성이 태어나는 곳이다.
젊은 산개 성단들은 자신이 형성된 분자 구름 속에 포함되어 있는데, 이것이 H II 영역을 형성하는 것으로 밝혀졌다. 시간이 지남에 따라 성단에서 방출되는 방사압이 분자 구름을 흩어놓는다. 방사압이 구름을 흩어 놓기 전에 약 10%의 가스 구름만이 항성의 일부로 합쳐지게 된다.
산개 성단은 항성 진화를 연구하는데 있어서 아주 중요한 요소이다. 항성들은 매우 유사한 시기에 형성되었으며, 비슷한 화학적 조성을 가지고 있다. 그래서 항성들이 독립적으로 존재할 때 보다 여러 가지 미묘한 특징적인 차이점들을 관측할 수 있다. 플레이아데스 성단이나 히아데스 성단, 페르세우스자리 알파 성단 등 많은 수의 성단들은 육안으로도 관측할 수 있다. 하지만 반면에 쌍둥이 성단 같은 것들은 기구 없이는 거의 관측할 수 없으며, 쌍안경이나 망원경을 이용해야 볼 수 있다.

## 역사적 관측들
가장 유명한 산개 성단 중 플레이아데스 성단은 고대부터 항성들의 집단이라고 알려져 왔다. 망원경이 발명되어 항성들로 구성되어 있다는 것이 밝혀지기 전엔 플레이아데스를 제외한 다른 성단들은 희미하게 빛나는 하늘의 한 부분일 뿐이라고 생각되었다. 사람들은 망원경을 이용한 관측을 통해 두 종류의 특징적인 성단을 밝혀내었다. 하나는 은하수의 중심을 향하는 방향에서 발견되는 수천 개의 항성이 모인 구형의 집단이고, 하나는 전 하늘에서 발견되는 불규칙한 모양을 띤 듬성듬성한 항성들의 집단이었다. 천문학자들은 전자를 구상 성단으로, 후자를 산개 성단이라고 칭하였다. 산개 성단들은 아래에 언급되듯이 대부분 은하수 면에 있어서 은하 성단이라고도 불린다.
산개 성단 내의 항성들은 물리적으로 연관되어 있다는 것이 일찍이 밝혀졌다. Reverend John Michell은 1767년 플레이아데스 같은 한개의 항성 집단이 지구에서 관측될 수 있는 우연한 위치에 있게 된 일이 단지 1/496000의 확률이라는 사실을 계산했다. 천문학이 더 발전하여 정확해지면서 스펙트럼 분석을 통하여 성단의 항성들은 우주공간에서 비슷한 운동을 하고 공통의 방사상의 속도를 가지는 것이 밝혀졌다. 이는 성단의 항성들이 같은 시기에 탄생하고 집단 속에 있는 서로에게 영향을 미친다는 것을 보여주는 증거이다.
산개 성단과 구상 성단이 꽤 다른 두 집단이긴 하지만, 항성들이 듬성듬성 존재하는 산개 성단과 항성들이 빽빽이 모여 있는 구상 성단사이의 모양 차는 거의 없다. 몇몇 과학자들은 두 종류의 성단이 유사한 기본 방식에 의해 형성되었다고 한다. 구상 성단의 경우 우리 은하에서 더 이상 지배적인 역할을 하지 못하는 수천 수백 개의 항성들이 빽빽이 모여 있는 상태라는 것이 차이점이다.

## 산개 성단의 형성

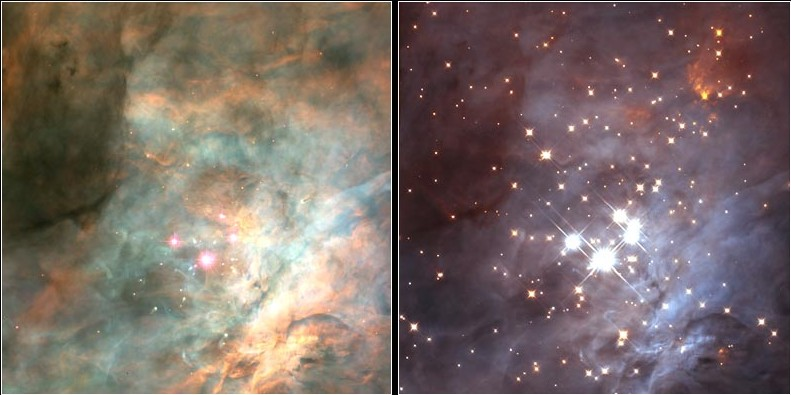
적외선은 오리온자리의 중심부에 형성된 빽빽한 산개 성단을 보여준다

대부분의 항성들은 보통 다중계에서 형성된다. 가스 구름은 자체 중력으로 붕괴될 수 있을 정도로 태양의 몇 배가 되는 질량을 가지고 있지만, 그러한 무거운 구름은 하나의 항성으로는 붕괴될 수는 없기 때문이다.
거대 분자 구름(태양의 수천 배의 질량의 가스를 가지고 있는 차갑고 빽빽한 구름)의 붕괴로 산개 성단의 군락이 생성되었다. 많은 요인들이 거대 분자 구름(혹은 그의 일부)의 붕괴를 촉진 하고, 또한 항성 집단의 폭발이 산개 성단 탄생의 원인이 되었을 것이다. 근처의 초신성과 중력 섭동에 의해서 발생한 충격파 또한 이에 영향을 미친다. 일단 거대 분자 구름이 붕괴되면, 구름의 부분들이 점차 점차 작은 무리가 되면서 몇 천개의 항성이 모인 군락이 형성된다. 우리 은하의 경우 몇천년에 한번 정도의 비율로 산개 성단이 형성된다.
일단 항성의 형성이 시작되면, 가장 뜨겁고 큰 질량을 가진 항성들이 방대한 양의 자외선을 방출할 것이다. 이 방사성은 재빨리 거대 분자 구름의 가스를 이온화하여 H II 영역을 형성하고, 거대한 항성들과 방사압이 만들어낸 형성된 항성풍이 가스를 흩어지게 한다. 몇 백 만년 후에 성단은 역시 가스를 방출하는 첫 번째 초신성의 단계가 된다. 수천만년 후에 성단을 둘러싼 가스는 없어지고, 항성의 형성 또한 더 이상 일어나지 않게 된다. 일반적인 경우 성단에 원래부터 존재했던 10% 이하의 가스는 사라지기 전에 항성을 형성한다.
성단의 형성에 대한 다른 견해도 있다. 분자 구름 핵이 빠른 속도로 수축하고, 일단 큰 질량을 가진 항성들이 빛나기 시작하면 그들은 뜨겁게 이온화된 잔여 가스를 바른 속도로 배출한다. 구름핵 수축이 시작되면서 가스 분출이 일어나는 순간은 백에서 삼백만년을 넘지 않는다. 구름핵에 있는 오직 30-40 퍼센트의 가스만이 항성들을 형성하며, 남은 가스 분출과정은 성운이 대부분의 혹은 모든 항성을 유실할 정도로 큰 영향을 미친다. 모든 성단은 생성된 지 얼마 되지 않아 많은 부분이 붕괴될 정도의 큰 손실을 겪는다. 성단에서 방출된 젊은 항성들은 우주 공간의 일부가 된다. 모든 항성들이 성단을 구성하는 것은 아니기 때문에 성단들은 은하를 구성하는 기본적인 토대 역할을 하는 것처럼 여겨진다. 탄생시의 많은 성단들을 구성하기도 하고 파괴하기도 하는 격렬한 가스 분출은 또한 은하의 구조에 형태학적, 운동학적인 영향을 미친다.
두개 혹은 그 이상의 흩어져 있는 산개 성단들이 같은 분자 구름에서 형성되는 것은 흔한 일이다. 거대 마젤란 구름에서 Hodge 301과 R136은 둘 다 독거미 성운에서 형성되었다. 또한 우리 은하에서 잘 알려진 두 성단인 히아데스와 프레세페 성단의 움직임을 추적해 보면 둘 모두 6억 년 전에 동일한 구름에서 생성된 것을 알 수 있다.
때때로 동시에 형성된 두 성단은 쌍둥이 성단을 이루기도 한다. 가장 잘 알려진 예로, 은하수에 있는 쌍둥이 성단인 NGC 869와 NGC 884가 존재하며 적어도 10개 이상의 쌍둥이 성단이 더 존재한다고 알려져 있다. 많은 것들은 대마젤란, 소마젤란 은하에 있다고 알려져 있다. 이 성단들은 외부 관측이 우리 은하 내에서의 관측보다 쉬운데 그 이유는 은하수 내에 있을 경우 관측 과정에서 무관한 성단처럼 보이기 때문이다.

## 형태적 분류
산개 성단은 구성하는 항성의 수가 적고 흩어진 형태의 성단에서부터 수천 개의 항성으로 구성된 매우 거대한 항성의 집합체 형태의 성단까지 그 형태가 다양하다. 그들은 보통 꽤나 다른 밀집된 핵을 가지고 있는데, 이 성단은 구성하는 항성으로부터 방출된 ‘코로나’에 의해 둘러 싸여져 있다. 핵은 보통 3-4 광년 정도의 크기이며 코로나는 성단의 중심으로부터 무려 20 광년 정도 씩이나 펼쳐져 있다. 성단의 중심부에 있는 항성들의 밀집도는 1세제곱 광년에 1.5개 정도 씩 분포되어 있는 정도이다. (태양 근처 항성의 밀집도는 1 세제곱 광년에 0.003개 정도이다.)
산개 성단들은 1930년 로버트 트럼플러(Robert Trumpler)에 의해 개발된 방법에 의해서 분류된다. 트럼플러 방법은 성단을 세 부분으로 분류하였고, I-IV까지의 로마 숫자로 강하게 연관된 것부터 약하게 연관된 것까지 주위 항성들과의 밀집도와 분산정도를 나타내었다. 그리고 아라비아 숫자 1~3을 성단 구성원인 항성들의 밝기를 표시하는 척도로 사용했다. 그리고 p, m, r은 성단을 구성하는 항성이 적은지, 보통인지 혹은 많은 지를 표시했다. 덧붙여 ‘n’은 성단이 성운에 있는지 아닌지를 나타내었다.
트럼플러 방법에 의해 플레이아데스 성단은 I3rn(성운 내에 위치하며 강하게 밀집되어 있고 항성의 수가 많음)으로 분류되고, 히아데스 성단은 II3m(약간 분산되어 있고 항성들의 수가 썩 많지는 않은 편)으로 분류된다.

## 산개 성단의 수와 분포

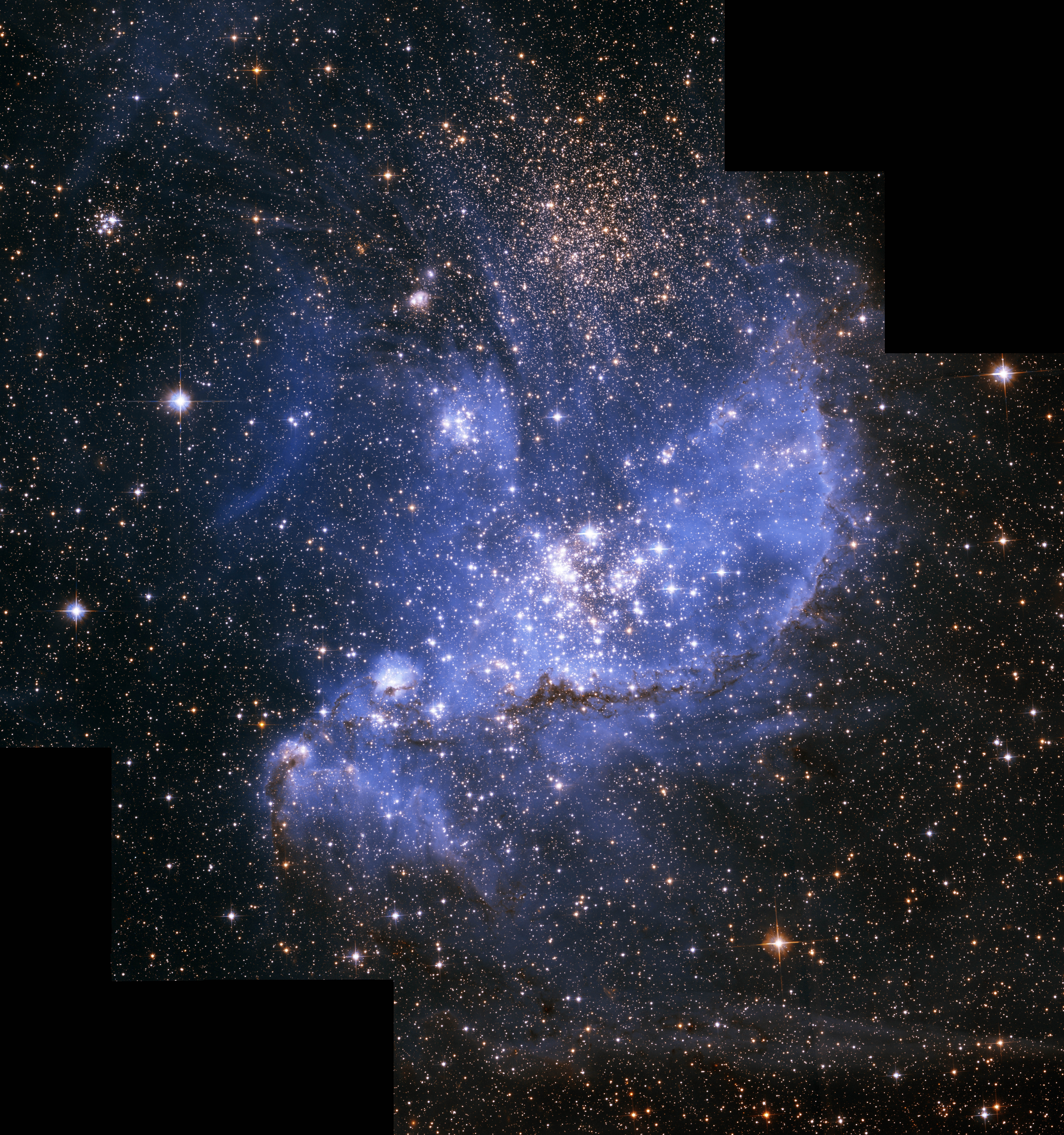
NGC 346은 소마젤란 은하에 있는 산개 성단이다.

우리 은하에는 1000개 이상의 산개 성단이 알려져 있지만 실제로 모든 산개 성단의 수를 계산한다면 사실 10,000개 보다 많을 것이라고 추정할 수 있다. 나선 은하에서, 산개 성단들은 주로 가스가 가장 많이 밀집되어 있어 항성들이 가장 많이 생성되는 나선팔에서 주로 발견된다. 또한 대부분의 경우 성단들은 나선팔을 벗어나기 전에 분산되어 버린다. 산개 성단은 은하면에 강한 영향을 받고 있다.(우리 은하의 스케일 높이는 180광년 정도이고 은하의 반지름은 대략 100,000광년 정도이다)
불규칙 은하의 경우 산개 성단은 은하 전체에서 발견되며, 그 중에서도 가스는 농도가 가장 높은 곳에 많이 밀집되어 있다. 산개 성단은 타원 은하에서는 발견되지 않는데, 타원은하의 경우에는 항성의 생성이 몇 백만 년 전에 이미 중단되었기 때문이다. 그래서 이미 존재해 있던 산개 성단은 이미 오래전에 흩어져 버렸을 것이다.
우리 은하의 경우 성단의 분포는 성단의 연령에 영향을 받는데 늙은 성단의 경우 주로 은하핵에서부터 멀리 떨어진 곳에서 많이 발견된다. 기조력의 경우 은하 중심 주변부에서 더 강력하기 때문에 성단들을 흩어 놓는다. 그리고 성단들을 흩어 놓는 거대 분자 구름이 은하 중심부로 몰리기 때문에 은하 중심 지역에 있는 은하들은 태어난 지 얼마 되지 않아 바깥쪽으로 분산되게 된다.

## 천문학적 구성

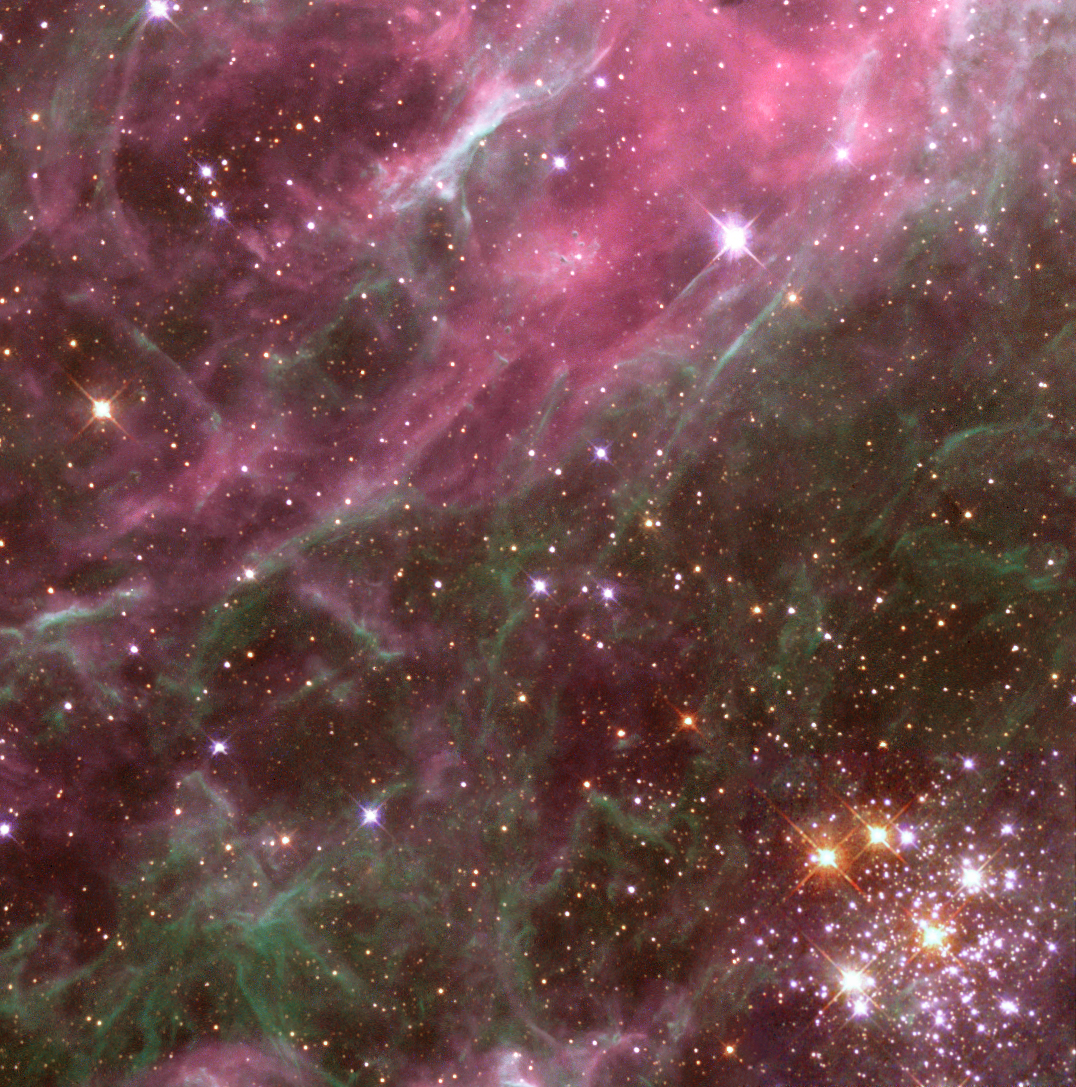
대마젤란 은하에 있는 독거미 성운

산개 성단들은 항성들이 죽기 전 대부분 흩어지기 때문에, 그들에게서 방출 되는 빛은 젊고 뜨거운 푸른 항성에 의해서 영향을 받는다. 이런 항성들은 보통 무겁고 수만 수백만 년 정도의 짧은 일생을 가진다. 늙은 산개성단들의 경우 노란 빛을 띠는 항성들이 더 포함되어 있다.
어떤 산개 성단들은 나머지 성단에 있는 어떤 것 보다 유달리 젊은 뜨거운 파란 항성을 포함하고 있다. 이런 청색 낙오성들은 또한 아주 밀집되어 있는 구상 성단의 핵에서도 관측되는데, 이는 항성들이 충돌하면서 더욱 더 뜨겁고 무거워지는 과정에서 생성되었다고 알려져 있다. 그러나 산개 성단은 구상 성단에 비해 훨씬 더 밀집도가 낮은데다가 천문학적 충돌이 잘 일어나지 않기 때문에 이러한 가정을 통해서는 많은 수의 청색 낙오성들을 설명할 수 없다. 이의 경우 다른 항성들 사이의 역학적 상호작용에 의해서 연성계를 형성하여 하나의 항성으로 합쳐지면서 청색 낙오성이 생성되었다고 받아들여지고 있다.
질량이 크지 않은 항성들은 일단 핵융합에 의해 수소를 방출하면, 그들의 바깥 쪽 층으로 행성상 성운을 만들어 백색왜성으로 진화한다. 반면에 대부분의 성단들은 구성 성분인 항성들이 대부분 백색왜성의 단계가 되기 전에 흩어진다. 그래서 구상 성단의 백색왜성의 수는 추측되는 것보다 훨씬 적으며 이를 통해 성단의 연령과 항성들의 초기 질량 분포를 알 수 있다. 적색 거성이 행성상 성운이 되기 위해 바깥층을 방출할 때, 물질의 비대칭적으로 손실되고 이때문에 항성들이 성단으로 배출되기에 충분할 만큼 초당 몇 km씩 움직이게 한다는 것이 백색왜성의 수가 적은 것에 대한 하나의 가능한 설명이다.

## 최후의 운명

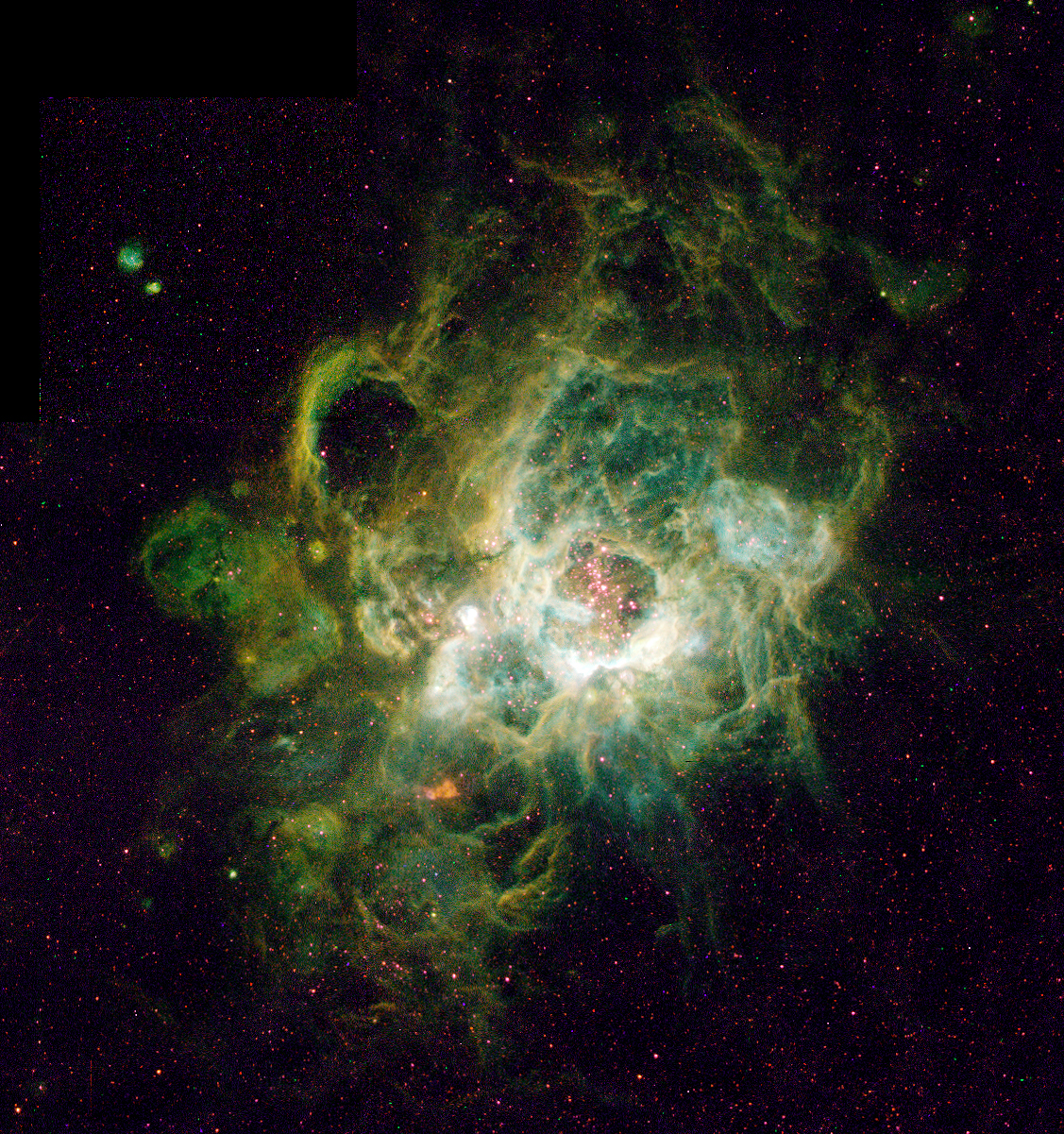
삼각형자리 은하에 있는 NGC 604는 H II 영역에 둘러싸인 질량이 아주 큰 산개 성단이다.

산개 성단 내의 항성들은 충분히 질량이 작아서 탈출 속도가 일반적으로 구성하는 항성들의 속도의 평균보다 훨씬 느리기 때문에 많은 산개 성단들은 선천적으로 불안정하다. 이러한 성단들은 몇 백만 년 안에 빠르게 흩어질 것이다. 많은 경우, 젊고 뜨거운 젊은 항성들이 내는 방사압때문에 형성된 성단들에 의해 형성된 가스가 없어지는 현상은 성단이 빠르게 흩어질 수 있을 정도로 질량을 감소시킨다.
충분한 질량을 가지고 있어서 주위 성운이 발산할 때도 중력적 결합을 할 수 있는 성단들은 수십 수백만년 동안 유지될 수 있지만 시간이 흐름에 따라 내부적, 외부적 과정이 또한 그들을 흩어놓는다. 내부적으로 성단의 항성들이 서로 가까이 위치하게 되면서 성단을 벗어날 수 있을 정도의 속력을 발생시키기 때문에 결과적으로 성단 구성원들 사이의 점진적 발산이 일어나게 된다.
또한 대략 5억년 정도마다 한번 씩 산개 성단은 분자 구름 근처를 지나가거나 통과하면서 외부적인 요인에 의해서 흩어지게 된다. 이처럼 우연히 근처를 지나가면서 생성되게 되는 중력적인 기조력은 성단을 흩어놓는다. 결과적으로 성단은 성류(천구 상에서 항성이 일정한 방향을 향하는 현상)로 변하여 성단처럼 가깝지는 않지만 비슷한 속도로 유사한 방향으로 운동할 정도로는 영향을 미치게 된다. 성단이 흩어지는 시간의 척도는 초기의 천문학적 항성의 밀집도에 따라 달려있다. 더 단단하게 결속된 성단들은 좀 더 오랜 시간동안 지속된다. 성단이 일생의 반 정도를 살았다고 가정 한다면 처음의 밀집도에 따라 남은 반 동안 15억에서 80억 광년의 범위에 걸쳐 구성 항성들이 사라질 것이다.
성단이 중력적 영향에서 완전히 벗어나게 되더라도 많은 구성 항성들은 유사한 궤적을 따라 이동할 것이다. 이것이 성협 혹은 운동성단이라고 알려진 것이다. 큰 곰자리에 있는 북두칠성 중 가장 밝은 항성들 몇 개는 과거 산개 성단의 구성 요소였으며 현재 큰 곰 자리의 운동 성운에 포함되어 있는 것이다. 결과적으로 그들의 상대적으로 미세한 속력차가 그것들을 은하의 여러 곳으로 흩어지게 한다. 만약 우리가 비슷한 속도와 연령을 가졌지만 연관되지 않은 항성들을 발견한다면 거대 성단은 성류로 밝혀지게 되는 것이다.

## 항성 진화 연구

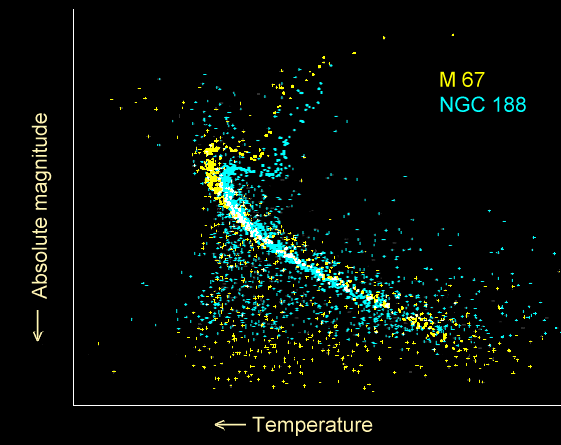
두 산개 성단을 나타낸 H-R 다이어그램.

산개 성단을 위한 도표인 H-R다이어그램(헤르츠스프룽-러셀 다이어그램, Hertzsprung-Russell diagram)이 만들어졌을 때, 대부분의 항성들은 주계열에 포함되어 있었다. 가장 질량이 무거운 항성들은 주계열에서부터 진화하기 시작하여 적색거성이 된다. 주계열에서 갈라지는 분기점을 통해 성단의 나이를 추정할 수 있다.
산개 성단내의 항성들은 모두 지구에서부터 대략적으로 비슷한 거리에 있다. 또한 이들은 비슷한 시기에, 유사한 물질로 만들어졌기 때문에 구성 항성들 사이의 차이점인 눈에 띄는 밝기는 질량에 의해 기인한 것이다. 항성들을 서로서로 비교해보면 다양한 매개변수들을 정할 수 있기 때문에 산개 성단은 항성진화를 연구하기에 매우 유용하다.
산개 성단 내에서 리튬과 베릴륨의 양을 연구하는 것은 항성들의 진화와 내부 구조를 파악하는 중요한 단서가 된다. 1천만K의 온도에 도달하기 전까지, 수소핵이 헬륨으로 융합되지 못할 때 리튬과 베릴륨은 각각 250만K, 350만K의 온도에서 파괴된다. 이것은 그들의 풍부한 정도가 항성 내부에서 얼마의 양의 혼합이 일어났느냐에 따라 크게 연관되어 있다는 것을 의미한다. 산개 성단 내 항성들 속의 리튬, 베릴륨의 양을 연구하면 연령이나 화학조성 등 다양한 사실들을 알 수 있게 된다.
연구를 통해 이러한 빛 구성 물질들이 항성 진화에서 예상되었던 것 보다 훨씬 적은 양이 있다는 것이 밝혀졌다. 이러한 결핍의 이유는 아직 충분히 밝혀지지 않았지만 하나의 가설은 항성 내부의 대류가 방사선이 에너지 수송과정에서 지배적인 역할을 하는 지역으로 벗어나게 만든다는 것이다.

## 산개 성단과 천문학적 거리 스케일

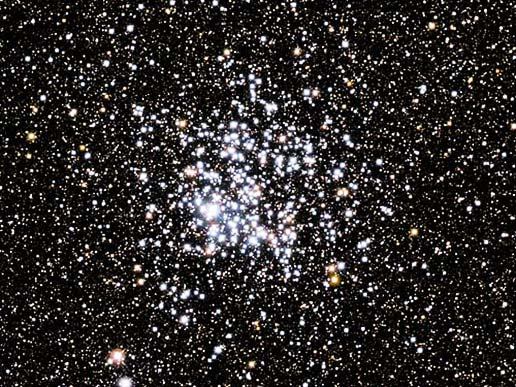
M11, Wild Duck 성단은 은하수 중심을 향하고 있는 매우 빽빽한 성단이다.

천체의 거리를 측정하는 것은 그들은 이해하는데 있어 중요한 사안이지만 대부분의 물체들은 너무나 멀리 떨어져 있어서 직접적으로 거리를 측정하기가 어렵다. 천문학적인 거리 스케일을 측정하는 연구는 간접적으로, 때때로는 연관되어 있는 가장 가까운 물체(좀 더 먼 물체들을 정확하게 측정할 수 있도록 거리가 직접적으로 측정된)를 측정하는 부정확한 방법으로 이루어진다.
가장 가까운 산개 성단은 둘 중 하나의 방법으로 거리가 직접적으로 측정되었다. 첫째로 가까운 산개 성단 내에 있는 항성들 사이의 시차는 다른 독립적인 항성들처럼 측정될 수 있다. 500광년 이하의 거리에 있는 플레이아데스나 히아데스 혹은 다른 성단의 경우는 가깝기 때문에 이 방법으로 측정할 수 있으며 히파르코스(Hipparcos, 위치 측정 위성)의 측정 결과로부터 몇몇 성단들의 정확한 거리를 계산할 수 있다.
다른 직접적인 방법은 운동성단방법이라 불리는 것이다. 이것은 같은 성단 내에 있는 항성들은 우주에서 비슷한 운동을 한다는 사실을 바탕으로 한다. 성단 구성원들의 움직임을 측정하고 우주를 가로지르는 그들의 운동을 나타내면 소실점으로 모여든다는 것을 보여준다. 성단 내의 항성들의 각속도는 이들의 스펙트럼으로부터 도플러 이동을 측정하면 구할 수 있고 성단으로부터 소실점까지의 고유운동과 각거리 간단한 삼각법으로 성단까지의 거리를 알 수 있다. 히아데스 성단은 이 방법을 응용하여 계산된 가장 잘 알려진 예이다.(거리는 46.3 파섹이다)
일단 근처 성단들까지의 거리가 측정되면, 응용된 기술을 이용하여 먼 거리에 있는 성단들의 거리도 측정할 수 있다. 거리가 이미 알려져 있는 성단을 H-R 다이어그램을 통해 더 먼 거리의 성단과 비교해 보면 더 먼 거리에 있는 성단까지의 거리가 측정될 수 있다. 가장 가까운 산개 성단은 히아데스이다. 반면에 북두칠성에 있는 항성들을 포함한 성협까지의 거리는 히아데스까지의 절반정도이지만 성협의 항성들은 산개 성단내의 항성처럼 중력적으로 결합되어 있지 않다. 우리 은하에서 가장 먼 산개 성단으로 알려진 것은 Berkeley 29이고, 약 15,000파섹 떨어져있다. 산개 성단은 또한 국부 은하군에 있는 은하들에서도 쉽게 관측된다.
산개 성단의 거리에 대해 정확한 지식은 표준촉광으로 사용되는 세페이드나 거문고자리 RR 항성같은 다양한 항성들에 의해 보이는 주기광도관계를 측정하는데 필수적이다. 이런 선명한 항성들은 아주 먼 거리에 있어도 측정될 수 있고 또한 국부 은하군 근처의 먼 은하까지의 거리도 측정할 수 있도록 도와준다.

## 같이 보기
- 성협
- 천체 운동학
- 성단

## 참고 도서
- W.J. Kaufmann (1994). Universe. W H Freeman. ISBN 0-7167-2379-4.
- E.V.P. Smith, K.C. Jacobs, M. Zeilik, S.A. Gregory (1997). Introductory Astronomy and Astrophysics. Thomson Learning. ISBN 0-03-006228-4.